# Accenture
Accenture (fino al 2001, Andersen Consulting) è una multinazionale globale con sede legale a Dublino, in Irlanda, operante nel settore della consulenza strategica e direzionale e dell'esternalizzazione.  Accenture è considerata la più grande e più importante società di consulenza strategica al mondo.
È stata definita dal Forbes Magazine come una delle più prestigiose società di consulenza strategica al mondo ed è stabilmente nel gruppo Fortune 500, la classifica delle prime 500 multinazionali al mondo per fatturato. Nel 2023, riporta un fatturato di $64.11 miliardi.
La società svolge anche attività di riprogettazione dei processi aziendali nelle aree finanza, contabilità e controllo di gestione, oltre che di consulenza strategica e cybersecurity organizzate in quattro business unit.
Gli attuali clienti di Accenture includono 91 aziende della lista Fortune Global 100 e più di tre quarti di quelle presenti nella lista Fortune Global 500.
Dal 2022 Accenture è considerata la più grande società di consulenza al mondo per numero di dipendenti.
Dal 2001 è quotata alla Borsa di New York (NYSE) con indice ACN.

## Storia

### Origini e primi anni
Accenture nacque come divisione di consulenza dell'Arthur Andersen, che Arthur Andersen e Clarence DeLany fondarono nel 1913 come Andersen, DeLany & Co. Le origini di Accenture risalgono al 1953 quando fecero degli studi di fattibilità per la General Electric. La General Electric chiese ad Arthur Andersen di studiare la fattibilità dell'automazione del pagamento degli stipendi alla GE's Appliance Park Facility vicino a Louisville nel Kentucky. Arthur Andersen raccomandò l'installazione di un computer UNIVAC I e di una stampante, e la GE accettò. Quello divenne il primo computer ad utilizzo commerciale della storia degli Stati Uniti. Joe Glickauf era il capo progetto della Arthur Andersen per il progetto con la GE ed era il responsabile per l'automazione del processo delle buste paga. Glickauf viene considerato il padre della consulenza informatica, rimase a capo dei Servizi Amministrativi della Arthur Andersen per 12 anni.

### Anni'90: Nascita della Andersen Consulting e separazione da Arthur Andersen
Nel 1989, tale divisione diventò una business unit separata dalla Arthur Andersen utilizzando il nome Andersen Consulting. Entrambe erano composte da gruppi di compartecipazioni indipendenti ed altre entità facenti capo alla Andersen Worldwide Société Coopérative (AWSC), un'entità amministrativa svizzera.
Nel corso degli anni novanta aumentò la tensione tra la Andersen Consulting e la Arthur Andersen: una condizione per lo spin-off del 1989 era che l'azienda con più profitti pagasse all'altra fino al 15% del profitto ogni anno; la Andersen Consulting finì per versare ogni anno tale quota alla Arthur Andersen in virtù del maggior fatturato. La Arthur Andersen iniziò quindi a fare concorrenza alla Andersen Consulting attraverso il suo nuovo servizio di consulenza chiamato Arthur Andersen Business Consulting (AABC).
La disputa arrivò ad un punto cruciale nel 1998, anno in cui la Andersen Consulting chiese la rescissione del contratto con la AWSC e la Arthur Andersen per ottenere così l'indipendenza provvedendo a depositare in un fondo di garanzia la sua quota annuale del 15% e le successive previste.
Nel 2000, la Andersen Consulting ha avuto un ricavo superiore a $9.5 miliardi e ha superato i 75.000 impiegati in 47 paesi, mentre la Arthur Andersen chiuse l'anno 2001 a $9,3 miliardi con oltre 85.000 impiegati.
Nell'agosto del 2000, la decisione della Camera di commercio degli Stati Uniti chiuse la vertenza, permettendo alla Andersen Consulting di rescindere tutti i contratti in essere con la Arthur Andersen e la AWSC imponendo alcune condizioni: la Andersen Consulting dovette trasferire la somma depositata nel fondo (circa 1,2 miliardi di dollari) alla Arthur Andersen e dovette effettuare il cambio del nome; il risultato fu quindi la nuova denominazione Accenture.
Quattro ore dopo che l'arbitraggio comunicò la sua decisione, il CEO della Arthur Andersen, Jim Wadia si dimise. Sia analisti industriali che docenti di economia considerarono l'evento una completa vittoria per la Andersen Consulting. Jim Wadia avrebbe spiegato i motivi delle sue dimissioni solo anni dopo alla facoltà d'economia di Harvard Business, ovvero che il consiglio d'amministrazione della Arthur Andersen aveva deliberato che avrebbe dovuto dimettersi se non avesse ottenuto il versamento di almeno 4 miliardi di dollari (tramite negoziazione o tramite decisione dell'arbitrato) per la separazione, da qui le sue rapide dimissioni quando la decisione venne annunciata.
I motivi della separazione furono vari: i capi di entrambe le società riportavano arroganza mostrata dall'altra società, ma i capi della Andersen Consulting cominciarono a pensare ad una rottura del contratto quando la Arthur Andersen iniziò a fare concorrenza diretta alla Andersen Consulting attraverso la creazione della business unit Arthur Andersen Business Consulting.
Molti marchi presenti all'interno della AABC vennero poi acquistati da altre compagnie di consulenza nel 2002, le più importanti erano la Hitachi Consulting e la KPMG Consulting, che successivamente cambiò nome in BearingPoint.
Il cambio di nome da Andersen Consulting in Accenture si dimostrò opportuno e fortunato evitando impatti di brand reputation quando la Arthur Andersen rimise la licenza di revisore contabile come risultato del suo ruolo nello scandalo Enron, cessando di fatto le attività operative.

### Anni 2000: Evoluzione in Accenture
Il 1º gennaio 2001 la Andersen Consulting ha adottato il suo attuale nome, "Accenture".
La parola "Accenture" deriva dall'espressione inglese "Accent on the future" (accento sul futuro). Anche se una consulenza di marketing era stata scelta per trovare un nuovo nome alla società, il nome "Accenture" venne proposto da un dipendente danese dell'ufficio di Oslo in Norvegia chiamato Kim Petersen, come risultato di una competizione interna. L'azienda avrebbe valutato nomi che rappresentassero la propria volontà di essere leader per la consulenza e le alte prestazioni gestionali, ed inoltre che non fossero offensivi in nessun paese nei quali Accenture opera.
Nel 2002 Accenture è stata premiata per la sua operazione di rebranding dalla "Arthur W. Page Society", associazione che raggruppa i CEOs delle prime aziende della classifica Fortune 500.
Nell'ottobre del 2002, l'ufficio GAO del Congresso ha identificato Accenture, la cui sede all'epoca era situata alle Bermuda, come una delle quattro aziende contractor con il governo federale la cui sede legale era in una nazione considerata paradiso fiscale. Alcuni critici, in particolare l'ex giornalista della CNN Lou Dobbs, consideravano Accenture come una compagnia statunitense che cercava di evadere le tasse americane. Tuttavia, il GAO stesso non ha caratterizzato Accenture come un'azienda con sede negli Stati Uniti: dichiarò infatti che "prima di costituirsi come società alle Bermuda, Accenture operava come una serie di partnership e società collegate sotto il controllo dei suoi partner attraverso il meccanismo di contratti con un'entità di coordinamento svizzera".
Il 26 maggio 2009 Accenture ha annunciato che il suo consiglio di amministrazione ha approvato lo spostamento della sede legale dalle Bermuda all'Irlanda, in forma di plc (Public Limited Company).

### Anni 2010
Nel 2012, venne sottolineato che Accenture pagava il 3,5% di tasse in Irlanda, grazia alla sua legislazione, rispetto all'aliquota media del 24% che avrebbe pagato se avesse avuto la sede nel Regno Unito.
Nel gennaio 2014, Accenture è stata scelta per sostituire CGI Group come appaltatore principale di HealthCare.gov, firmando un contratto da $563 milioni per fornire manutenzione continua, sviluppo software e supporto tecnologico fino al 2019.
Nell'aprile 2014, Accenture ha acquisito i4C Analytics, un fornitore di piattaforme software advanced analytics con sede in Italia specializzato nell'aiutare i clienti a risolvere problemi aziendali complessi attraverso applicazioni di analytics.
Nel luglio 2015, il Dipartimento della Difesa degli Stati Uniti ha assegnato un importante contratto per il fascicolo sanitario elettronico ad Accenture, Cerner e Leidos. Il contratto del valore di $4,33 miliardi copre 55 ospedali e 600 cliniche. Accenture Federal Services e Leidos svolgono il ruolo di specialisti della configurazione, mentre Cerner è l'appaltatore principale.
Nel 2015, l'azienda aveva circa 150.000 dipendenti in India, 48.000 negli Stati Uniti e 50.000 nelle Filippine.
Il 29 agosto 2017, Apple Inc. ha annunciato una partnership con Accenture per creare business software su iOS.
Nel giugno 2018, Accenture Federal Services ha generato polemiche sull’importo che l’azienda ha offerto a 7.500 candidati per completare il processo di ingresso nell'United States Customs and Border Protection. In base al contratto da $297 milioni di dollari, Accenture aveva addebitato al governo degli Stati Uniti quasi $40.000 dollari per assunzione, che è più dello stipendio annuo del funzionario medio. Secondo un rapporto pubblicato dall’ufficio dell’ispettore generale del DHS nel dicembre 2018, Accenture aveva ricevuto 13,6 milioni di dollari durante i primi dieci mesi del contratto, assumento due agenti a fronte di un obiettivo contrattuale di 7.500 assunzioni in 5 anni. Il rapporto è stato pubblicato come un "management alert", indicando una questione che richiede attenzione immediata, affermando che "Accenture ha già impiegato più tempo rispetto a quanto previsto e ha fornito meno capacità di quanto promesso". Il contratto è stato risolto nel 2019.
Nel gennaio 2019, il CEO Pierre Nanterme si è dimesso dalla sua posizione, adducendo motivi di salute. Venti giorni dopo le dimissioni, è morto in Francia all'età di 59 anni dopo che gli era stato diagnosticato un cancro al colon. Il CFO David Rowland è stato nominato amministratore delegato ad interim. Nel luglio 2019, Julie Sweet, precedentemente CEO di Accenture North America, è stata nominata nuovo CEO, effettiva da settembre 2019.
Nel febbraio 2019, gli appaltatori della sede di Accenture ad Austin, in Texas, che svolgevano attività di moderazione dei contenuti per Facebook, hanno scritto una lettera aperta a Facebook descrivendo cattive condizioni di lavoro e un "ambiente da Grande Fratello" che includeva pause lavorative limitate e rigidi accordi di non divulgazione. Un consulente dell'ufficio di Austin ha affermato che i moderatori dei contenuti avrebbero potuto sviluppare un disturbo da stress post-traumatico a seguito del lavoro, che includeva la valutazione di video e immagini contenenti violenza esplicita, incitamento all'odio, abusi sugli animali e abusi sui minori. Accenture ha rilasciato una dichiarazione affermando che l'azienda offre ai moderatori l'opportunità di avanzare di livello, aumentare il proprio stipendio e fornire input "per contribuire a gestire la propria esperienza".

### Anni 2020
Il 7 gennaio 2020, fonti hanno riferito che Accenture aveva accettato di acquisire la divisione di servizi di sicurezza informatica di Symantec, composta da 300 persone, da Broadcom. L'acquisizione da $200 milioni è stata completata nell'aprile 2020.
Nel febbraio 2020, Accenture ha annunciato che intende chiudere il servizio "media auditing" entro la fine di agosto. La società ha inoltre annunciato la nomina di Jean-Marc Ollagnier a CEO per l'Europa.
Nell'aprile 2020, Accenture ha annunciato di aver acquisito Revolutionary Security, una società di sicurezza informatica con sede negli Stati Uniti specializzata in IT e Operation Technology (OT).
Nel maggio 2020, Accenture ha annunciato di aver acquisito Callisto Integration, un fornitore di servizi tecnologici e di consulenza con sede in Canada e Byte Prophecy, una società di data analytics con sede ad Ahmedabad.
Nel settembre 2020, Accenture ha investito 3 miliardi di dollari creando una divisione chiamata Accenture Cloud First. Nello stesso mese, la società annunciò che avrebbe stabilito un hub ad Adelaide, nell'Australia meridionale, con sede a Lot Fourteen.
Il 1º febbraio 2021, Accenture ha acquisito Imaginea Technologies, una società di sviluppo cloud-native e Agile, rafforzando la divisione Cloud First.
Nel 2021, Accenture ha acquisito Infinityworks.com, una società di consulenza ingegneristica e di digital transformation.
Il 22 aprile 2021, Accenture ha acquisito Cygni, una società di sviluppo full-stack e cloud-native.
Il 22 agosto 2021 Accenture ha acquisito Trivadis AG, un fornitore di servizi IT.
Nell'agosto 2021, Accenture ha nominato David Droga amministratore delegato di Accenture Interactive (in seguito ribattezzata Accenture Song).
Nel settembre 2021, Accenture ha acquisito Blue Horseshoe Solutions, Inc., una società di consulenza strategica e supply chain con sede negli Stati Uniti e system integrator specializzato in soluzioni di fulfilling e distribuzione.
Nell'aprile 2022 è stato annunciato che Accenture ha acquisito Avieco, società di consulenza sulla sustainability con sede a Londra.
Nello stesso mese, Accenture ha rinominato una delle sue divisioni, Accenture Interactive, in "Accenture Song", consolidando tutte le acquisizioni sotto un unico brand.
Sempre nello stesso mese Accenture ha acquisito AFD.TECH, una società indipendente di servizi di rete per una somma non divulgata.
Ha inoltre acquisito Ergo, un'azienda focalizzata sui dati con sede in Argentina, e Greenfish, una società di consulenza e ingegneria sulla sustainability.
Nel maggio 2022, Accenture ha annunciato l'acquisizione della società di consulenza sulla sustainability Akzente con sede a Monaco.
Nel giugno 2022, Accenture ha acquisito capacità tecnologiche operative e di ingegneria digitale da Transcom ITS, un fornitore di servizi tecnologici logistici giapponese
Ha acquisito inoltre Allgemeines Rechenzentrum GmbH (ARZ), un fornitore di servizi tecnologici focalizzato sul settore bancario in Austria.
Nel giugno 2022 ha inoltre acquisito Advocate Networks, una società di consulenza tecnologica e un fornitore di servizi gestiti.
Nel luglio 2022, Accenture ha acquisito Solvera Solutions, una società di consulenza cloud e SAP, per una somma non divulgata.
Nell'agosto 2022, Accenture ha acquisito Tenbu, una società di dati cloud, per una somma non rivelata.
Nel novembre 2022, è stato annunciato che Accenture aveva acquisito la società di scienza dei dati con sede a Tokyo, Albert Inc.
Nel marzo 2023, l'azienda ha annunciato che avrebbe eliminato 19.000 posti di lavoro in un periodo di 18 mesi, di cui più della metà relativi a funzioni di back office.
Accenture ha annunciato l'acquisizione di Einr AS, una società norvegese di consulenza aziendale, i cui termini non sono stati resi noti.
A giugno 2023 viene annunciato l'investimento di $3 miliardi nell'ambito dell'AI per aiutare il percorso di innovazione tecnologica dei propri clienti.

### IPO

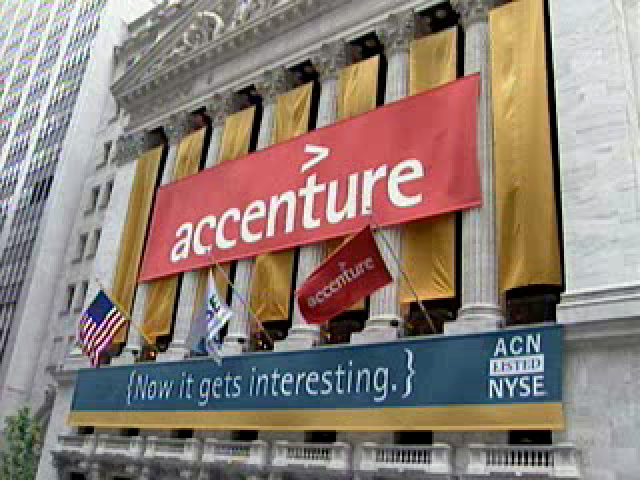
Lo striscione Accenture campeggia sull'edificio della Borsa di New York il suo primo giorno di offerte pubbliche il 19 luglio del 2001

Il 19 luglio del 2001, l'offerta pubblica iniziale (IPO) di Accenture alla Borsa di New York (NYSE) venne fissata a $14,50 per azione, che raggiunsero il valore di $15,17 alla chiusura (con un picco di $15,25) aumentando la capitalizzazione di quasi 1,7 miliardi di dollari.

### CEO
Nel luglio 2019 Julie Sweet, che è stata CEO di Accenture North America, principale mercato della multinazionale, viene nominata nuovo CEO dell'azienda sostituendo il CEO ad interim, David Rowland, che aveva assunto l'incarico dopo la morte improvvisa di Pierre Nanterme nel gennaio dello stesso anno. Nel settembre 2021, Sweet ha inoltre assunto il ruolo di Chair.

## Business unit e organizzazione
Accenture è organizzata nelle seguenti business unit:
- Accenture Strategy and Consulting: fornisce servizi di business strategy, technology strategy, operations strategy, business consulting e management consulting[69]
- Accenture Song (ex Digital e Interactive): fornisce servizi di digital marketing, analytics e mobility services
- Accenture Technology: focalizzata su technology software, implementation, delivery, research & development, cybersecurity; inoltre include inoltre i Technology Labs per le nuove tecnologie.
- Accenture Operations: focalizzata su un modello di delivery "as-a-service", includendo il business process outsourcing, IT services, cloud services e managed operations.

## Aziende subordinate
- Coritel BPM è la subordinata spagnola di Accenture per lo sviluppo del software e per l'esternalizzazione. Venne fondata nel 1984 ed attualmente conta circa 6500 impiegati.
- Avanade è una joint venture tra Microsoft ed Accenture. Sviluppa soluzioni d'impresa basate su piattaforme Microsoft.
- Navitaire è un'azienda subordinata di Accenture, si occupa di soluzioni specializzate per compagnie aeree.
- Accenture Federal Services, si occupa dei servizi diretti con il governo degli Stati Uniti e per le sue agenzie militari. È specificamente incorporata come filiale degli Stati Uniti in accordo al mandato del Congresso, secondo il quale aziende che hanno appalti con la difesa devono avere sede negli Stati Uniti.
- Accenture Technology Solutions, si occupa di soluzioni tecnologiche per i clienti. Il lavoro è principalmente dedicato ai paesi in via di sviluppo come l'India, le Filippine, e la Romania. In Italia è presente una sede a Napoli ed una a Cagliari e sono in fase di apertura i poli di Bari e Cosenza.[70][71]
- Accenture SAP Solutions, si occupa di soluzioni SAP. Ha acquisito le risorse della Coritel BPM SAP e le ha integrate nella nuova unità chiamata ASAPS.

## In Italia e nel mondo
Accenture è presente in 59 Paesi del mondo con più di 7000 clienti in oltre 120 paesi e in Italia dal 1957 con più di 19 000 dipendenti in diverse città.
Nel 2018 ha acquisito la quota di Intesa Sanpaolo in SEC Servizi, diventandone quindi proprietaria e cambiando la denominazione in Accenture Financial Advanced Solutions & Technology (AFAST), trasformandola in un polo che aggrega le soluzioni e i servizi dedicati ai Financial Services per diversi clienti dell'ambito bancario, finanziario e assicurativo.

## Identità visiva
Il carattere usato per il logo Accenture è Graphik. La freccia sopra la lettera t vuole significare l'orientamento aziendale verso il futuro. Lo slogan dell'azienda è Let there be change ("Fai accadere il cambiamento") che ha rimpiazzato i precedenti New Applied Now ("Il nuovo applicato ora"), e High Performance. Delivered nel 2020.
Fino a dicembre 2009, Tiger Woods è stato il testimonial della compagnia. La campagna di comunicazione utilizzava la frase Go on. Be a Tiger ("Vai avanti. Sii una Tigre") e la frase We know what it takes to be a Tiger ("Sappiamo cosa serve per essere una Tigre"), entrambe le frasi giocavano con il nome di Tiger Woods, poiché tiger in inglese significa tigre.
Il 13 dicembre 2009 Accenture ha rescisso il contratto di sponsorizzazione con Woods.

## Awards e recognition
- Nel 2019, #30 nella lista Forbes Top 100 Digital Companies
- Nel 2021, # 2 nella lista Top 50 Companies for Diversity per Diversity Inc
- Nel 2022, Ethisphere Institute ha riconosciuto Accenture per la 15ª volta
- Nel 2021 e nel 2022, Fortune ha nominato Accenture World's Most Admired Information Technology Services company.
- Nel 2022, riconosciuta nella lista World’s Best Workplaces™ 2022, di cui Top 10 in sei paesi
- Nel 2023, #220 nella lista Fortune Global 500
- Nel 2023, #160 nella lista Forbes Global 2000
- Nel 2023, #29 nella lista Fortune Best Workplaces for Millennials
- Nel 2023 #26 nella lista Fortune Best Employers for Diversity
- Nel 2023, #5 nella lista Fortune 100 Best Companies to Work For
- Nel 2023, #1 nella lista Fortune Best Workplaces in Consulting and Professional Services